# Formica
|  | No s'ha de confondre amb Fòrmica. |

Formica és un gènere de formigues de la subfamília dels formicins (Formicinae). És el gènere tipus i, per tant, el que dona nom a la família Formicidae.

## Taxonomia
El gènere Formica inclou 179 espècies actuals, de les quals 24 viuen a la península Ibèrica:
- Formica bruni Kutter, 1967
- Formica cinerea Mayr, 1853
- Formica cunicularia Latreille, 1798
- Formica decipiens Bondroit, 1918
- Formica dusmeti Emery, 1909
- Formica exsecta Nylander, 1846
- Formica foreli Bondroit, 1918
- Formica frontalis Santschi, 1919
- Formica fusca Linnaeus, 1758
- Formica gagates Latreille, 1798
- Formica gerardi Bondroit 1917
- Formica lemani Bondroit, 1917
- Formica lugubris Zetterstedt, 1838
- Formica paralugubris Seifert, 1996
- Formica picea Nylander, 1846
- Formica polyctena Förster, 1850
- Formica pratensis Retzius, 1783
- Formica pressilabris Nylander, 1846
- Formica pyrenaea Bondroit, 1918
- Formica rufa Linnaeus, 1761
- Formica rufibarbis Fabricius, 1793
- Formica sanguinea Latreille, 1798
- Formica selysi Bondroit, 1918
- Formica subrufa Roger, 1859